# Диализа (биохимия)
Диализата е биохимичен метод за разделяне на молекули в разтвор чрез разликите в скоростта на дифузия през полупропусклива мембрана (преграда). Тази преграда позволява по-лесното преминаване на молекулите на разтворителя, отколкото тези на разтвореното вещество. Устройството, чрез което се провежда диализата, се нарича диализатор.
Първите изследвания върху процеса диализа датират от шейсетте години на деветнадесети век, проведени от английския учен Томас Греъм, който анализира дифузионната способност на различни молекули. Минималното изискване за протичане на обикновена диализа е наличието на концентрационен градиент между два разтвора разделени с полупропусклива мембрана. Кинетичното движение на разтворените вещества ги придвижва през мембраната в посока на по-ниската концентрация. От друга страна, в резултат на разликата в осмотичното налягане, движението на молекулите на разтворителя е в противоположна посока. В зависимост от големината, формата и други свойства, разтворените вещества могат да бъдат задържани. Греъм дава следните наименования:
- „задържан“ разтвор (retentate) – по-концентрираният от двата разтвора;
- „дифузен“ разтвор (diffusate) – по-разредения от двата;
- кристалоиди (crystalloids) – веществата, които в разтвор могат да преминат през полупропускливата преграда, т.е. такива, които обикновено не образуват колоидни разтвори;
- колоиди (colloids) – задържаните от мембраната вещества; разнородни дисперсни системи с размери на частиците на диспергираното вещество между 1 и 100 нанометра.

Един метод на диализа, който получава все по-голяма популярност е перитонеалната диализа.
Английският химик използва водни разтвори на захароза и арабска смола, при които очевидно не се демонстрира висока степен на селективност и разделителна способност поради голямата разлика в молекулните маси. Той обаче разкрива, че диализата е основана на различната степен на дифузия на веществата и ще се развива във времето като разделителен процес.
Феномологичната теория на диализата се основава на първия закон на Фик за дифузия на вещества през мембрана:
```
   
J
i
 = −D
i
 (dC
i
/dx)
```

където Ji е потокът на дифундиращия i-ти компонент, Di е коефициент на дифузия, Сi е концентрацията на i-тия компонент, а х е разстоянието по абсцисната ос.

## Доннанова диализа
Ако два електролитни разтвора с различен състав са разделени с йонселективна мембрана, само едноименно заредени йони могат да преминат през нея. Катионообменната мембрана пропуска положително натоварени йони, а анионообменната – отрицателно натоварени йони. В резултат на възникналата загуба в електронеутралността на по-концентрирания разтвор, се създава електричен потенциал на мембраната, който е противоположен по посока на концентрационния градиент. Този потенциал предизвиква движеща сила чрез която стехиометрично количество йони се придвижват в обратна посока – от разредения (sample, feed, donor) към концентрирания разтвор (receiver, stripping, acceptor). Процесът на йонообмен продължава до достигането на Доннаново равновесие:
```
   (C 
r
 / C 
f
)
1/z
 =К
```

където Cr и C f са концентрациите на даден йон в концентрирания (receiver) и разредения разтвор (sample) респективно, z е заряда на йона, а K е константа.
Ако от едната страна на мембраната е поставен разтвор на електролит съдържащ едновалентен катион N+ и некомплексообразуващ анион, а от другата страна е електролитен разтвор с различна концентрация на същия анион но различен катион C z+, Доннаново равновесие настъпва при равенството:
```
   (C 
r
z
+
 / C
f
z+
) = (N 
r
+
 / N
f
+
)
z
```

Следователно, всички катиони се стремят да се концентрират в разтвора съдържащ по-високата анионна концентрация; катионите имащи по-висок заряд имат предимство пред тези с по-нисък товар. За аналогична система съдържаща анионообменна мембрана поведението на анионите е подобно.
Този процес за първи път бе наречен Доннанова диализа от Ричард Валас през 1967 година, който доразви учението за диализата и приложението и за концентриране и разделяне на йони в разтвори на електролити. Той използва тази техника за концентриране на уранови йони от разредени разтвори, за отстраняване на киселини и стронций, концентриране на тривалентни йони като лантан, разделяне на сребърни и медни йони чрез процеси основани на разликата в зарядите им и стабилността на комплексите им.